# برونته (سیچیلی)
برونته (سیچیلی) (به ایتالیایی: Bronte, Sicily) یک کومونه در ایتالیا است که در استان کاتانیا واقع شده‌است.

## خصوصیات
برونته ۲۴۹ کیلومترمربع مساحت و ۱۹٬۴۲۴ نفر جمعیت دارد و ۷۶۰ متر بالاتر از سطح دریا واقع شده‌است.
این شهر همچنین در ۷ اکتبر ۲۰۱۵ با شهر دامغان به خواهر خواندگی رسیده است.